# Nguyễn Tiến Sơn
Nguyễn Tiến Sơn (sinh năm 1969) là Kiểm sát viên Viện kiểm sát nhân dân tối cao Việt Nam. Ông hiện giữ chức vụ Vụ trưởng Vụ thực hành quyền công tố và kiểm sát điều tra án an ninh (vụ 1), Viện kiểm sát nhân dân tối cao Việt Nam. Ông nguyên là Thủ trưởng Cơ quan điều tra Viện kiểm sát nhân dân tối cao Việt Nam (2017-2020), Vụ trưởng Vụ Tổ chức cán bộ (2013-2017), Viện kiểm sát nhân dân tối cao Việt Nam, nguyên Điều tra viên cao cấp và Kiểm sát viên cao cấp.

## Tiểu sử
Ngày 3 tháng 7 năm 2012, Nguyễn Tiến Sơn, 43 tuổi, Điều tra viên cao cấp, Phó Cục trưởng Cục Điều tra Viện kiểm sát nhân dân tối cao Việt Nam được bổ nhiệm giữ chức vụ Viện trưởng Viện kiểm sát nhân dân tỉnh Lâm Đồng thay cho ông Nguyễn Bá Thuyền chuyển công tác làm Phó Trưởng đoàn đại biểu Quốc hội Việt Nam khóa 13 tỉnh Lâm Đồng.
Tháng 9 năm 2013, Nguyễn Tiến Sơn, Điều tra viên cao cấp, Viện trưởng Viện kiểm sát nhân dân tỉnh Lâm Đồng, được điều động, bổ nhiệm giữ chức vụ Vụ trưởng, Thư ký Viện trưởng Viện kiểm sát nhân dân tối cao Nguyễn Hòa Bình nhiệm kì 5 năm kể từ ngày 1 tháng 10 năm 2013.
Ngày 17 tháng 1 năm 2014, Nguyễn Tiến Sơn được Chủ tịch nước Cộng hòa xã hội chủ nghĩa Việt Nam Trương Tấn Sang kí quyết định bổ nhiệm chức danh Kiểm sát viên Viện kiểm sát nhân dân tối cao.
Tháng 5 năm 2015, Nguyễn Tiến Sơn là Viện trưởng Viện khoa học kiểm sát Viện kiểm sát nhân dân tối cao Việt Nam.
Ngày 22 tháng 6 năm 2017, Nguyễn Tiến Sơn, Kiểm sát viên cao cấp, Vụ trưởng Vụ Tổ chức cán bộ, Viện kiểm sát nhân dân tối cao Việt Nam, được ông Lê Minh Trí, Viện trưởng Viện kiểm sát nhân dân tối cao Việt Nam, trao quyết định điều động và bổ nhiệm giữ chức vụ Thủ trưởng Cơ quan điều tra Viện kiểm sát nhân dân tối cao Việt Nam kể từ ngày 1 tháng 7 năm 2017 (Quyết định số 18/QĐ-VKSTC ngày 20/6/2017 của Viện trưởng VKSNDTC).
Kể từ ngày 5 tháng 5 năm 2020, kiểm sát viên cao cấp Nguyễn Tiến Sơn, Thủ trưởng Cơ quan điều tra Viện kiểm sát nhân dân tối cao, được bổ nhiệm chức danh Kiểm sát viên Viện kiểm sát nhân dân tối cao.
Ngày 3 tháng 6 năm 2020, Nguyễn Tiến Sơn tái đắc cử Bí thư Đảng bộ Cơ quan điều tra, Viện kiểm sát nhân dân tối cao nhiệm kì 2020-2025.
Kể từ ngày 16 tháng 6 năm 2020, ông được điều động, bổ nhiệm giữ chức vụ Vụ trưởng Vụ thực hành quyền công tố và kiểm sát điều tra án an ninh (vụ 1), Viện kiểm sát nhân dân tối cao Việt Nam.